# Aquarion Evol
Aquarion Evol (アクエリオンEVOL?, Akuerion Evol) è una serie televisiva anime giapponese creata da Shōji Kawamori e prodotta da Satelight e 8-Bit, seguito della serie Aquarion del 2005. La serie venne annunciata il 25 febbraio del 2011 e ha debuttato su TV Tokyo l'8 gennaio 2012, per poi concludersi il 24 giugno dello stesso anno

## Trama
La storia di Aquarion Evol è ambientata dodicimila anni dopo la guerra fra umani ed Angeli delle Tenebre combattuta da Apollo e Silvia, dove l'umanità si deve trovare a combattere contro esseri provenienti dal pianeta Altair, i quali stanno rapendo le donne con poteri element in quanto le loro sono morte tutte a causa di un male misterioso.
A contrastare gli attacchi vi è la Neo-DEAVA, la quale dispone di due squadre di element (una maschile e una femminile) che pilotano due giganteschi mecha denominati Aquaria, ciò è stato reso necessario poiché durante i primi attacchi di Altair si era perso il controllo dell'Aquarion originale. Tuttavia, un giorno il giovane Amata Sora si ritrova all'interno di una Vector Machine che costituisce parte di un Aquaria e, per proteggere la sua nuova amica Mikono, spezza il sigillo dell'Aquarion effettuando una fusione con Vector pilotati da maschi e femmine. Questa fusione avviene tra Amata, Mikono, Cayenne (il fratello di Mikono, anche lui un element) e Zessica (una giovane element).
Il giovane Amata Sora si ritrova a dover combattere contro il Mislagniss, pilotato da Kagura. Riesce a sconfiggerlo e viene portato alla sede centrale della Neo-DEAVA per capire come abbia fatto ad introdursi in un Vector e se anche lui era un element, insieme a Mikono. Lui risulta subito un element, mentre Mikono all'inizio risulta non avere alcun potere e viene riportata indietro, come da copione. Ma durante il viaggio la Terra (che gli invasori chiamano Vega) viene attaccata e quindi il comandante della Neo-Daeva Zen Fudo riporta indietro Mikono e la fa salire sull'Aquarion.
In questo modo, sia Amata che Mikono restano all'Istituto Sacro Angelo (fondato dalla Neo-DEAVA per la formazione degli Element) anche se lei non sembra avere un particolare potere. Poi si scopre che invece ne ha uno. Anche se entrambi rimangono all'istituto, per un primo periodo non possono stare insieme, perché maschi e femmine sono separate da un muro, chiamato Berlin. Questo muro viene poi spezzato dall'Aquarion. Quando questo avviene, Fudo Zen dichiara che l'amore è proibito, e lo dichiara per evitare che si ripeta la tragedia. Questa affermazione viene colta dagli element con grande disapprovazione, che non capivano perché dato che si erano finalmente potuti vedere.
Nel frattempo su Altair si risveglia il misterioso sacerdote Mykage, un essere simile agli Angeli delle Tenebre, interessato al leggendario Aquarion, nascosto da qualche parte sulla Terra.

## Personaggi

### Neo-DEAVA
Organizzazione con a capo Crea Dorosera in cui vengono raggruppati (sempre se rintracciate, a conferma di questo risulta il fatto che il personaggio principale della serie non viene preso in considerazione finché non mostra il suo potere) tutte le persone con capacità element (che queste siano attive oppure latenti sembra irrilevante).
La sede della Neo-Deava è localizzata su un'isola su cui sorge anche l'Istituto Sacro angelo, ovvero l'accademia in cui gli element vengono allenati a difendere la Terra.

#### Element
Gli element sono persone che possiedono poteri speciali. I primi element sono apparsi in Aquarion a seguito della catastrofe che portò al risveglio degli Angeli delle Tenebre, a causa del cambiamento del campo magnetico terrestre. La Neo-DEAVA si occupa di formare i giovani element, in modo che possano sviluppare i loro poteri e proteggere la Terra.
Anche su Altair sono nate persone con poteri element.
Amata Sora
Potere element: volo
Amata è il personaggio principale maschile della serie. Ragazzo solitario che lavora in un vecchio cinema, dove qui incontra Mikono
Ha sviluppato il suo potere da quando la madre Alicia è andata su Altair e a causa di questo si è isolato molto dagli altri.
Il suo potere può essere classificato come volo ma anche come anti-gravitazionale, solitamente questo potere influenza solo il suo corpo tuttavia, come mostrato nel primo episodio, grazie all'Aquarion è in grado di influenzare anche l'ambiente che lo circonda, facendo volare parti del terreno, macchine ed altri oggetti.
Il suo potere si attiva in genere quando Amata è sottoposto ad emozioni improvvise (come le ragazze), perciò probabilmente è un qualcosa legato sia alla mente che alla pressione sanguigna, e si manifesta solitamente con un alone intorno ai piedi o attorno a tutto il corpo, tuttavia questo non è certo dal momento che in alcuni casi non ha mostrato alcun alone, mentre in altri sono comparse delle "ali" di energia ai piedi. Nelle ultime puntate della serie si capirà il legame tra lui e Kagura: essi infatti non sono altro che la stessa persona, una la parte chiara, Amata, e una quella oscura, Kagura, separati da Mykage.
Insieme a Kagura, si rivelerà la reincarnazione di Apollo.
Mikono Suzushiro
Potere element: connessione
Mikono è il personaggio principale femminile della serie.
Ragazza timida e con poca autostima, in quanto sin da piccola non ha sviluppato alcun potere.
Il suo potere element si rivela nell'episodio 9, le permette di connettere le persone tra di loro oppure di ridargli forza quando "cadono a pezzi" non è molto chiaro in che modo funzioni esattamente il suo potere, ma apparentemente si può utilizzare solo a contatto diretto, come nel primo episodio, oppure tramite le fusioni e interagendo con una zona. Si rivelerà la reincarnazione di Silvia de Alicia.
Cayenne Suzushiro
Potere element: preveggenza
Cayenne è il fratello di Mikono, ragazzo serio e scontroso, ma in realtà molto preoccupato per la sorella, è considerato il numero 2 tra i ragazzi
Il suo potere è classificabile come preveggenza e viene anche chiamato, a detta dell'istruttore Donar, Profezia della disperazione.
Apparentemente questo potere gli permette di "prevedere" sotto forma di visioni eventi disastrosi che colpiranno o possono colpire le persone vicine a lui, in seguito ad un allenamento speciale diventa in grado di prevedere pochi istanti del futuro, in pratica in combattimento è in grado di vedere da che parte colpirà il nemico e quindi di agire di conseguenza.
Zessica Wong
Potere element: energia distruttiva
Zessica è probabilmente il secondo personaggio principale femminile.
Ragazza esuberante e con un abbigliamento succinto.
Durante la serie si innamora di Amata e ritiene Mikono una rivale, tanto da arrivare a cambiare abbigliamento.
La vera natura del suo potere non viene specificata nella serie, tuttavia viene definita come "energia distruttrice" e che può quindi essere molto versatile, ciò viene dimostrato nelle poche volte in cui viene usato: nel primo episodio crea un'onda d'urto di energia rossa a forma di mano che lascia letteralmente un'impronta in una parete rocciosa, mentre in un'altra occasione, senza volerlo, attorciglia una lattina chiusa fino a farla esplodere.
Andy W. Hol
Potere element: "buchi"
Andy è forse il "personaggio sciocco" della serie e pseudo-spalla del protagonista.
Il potere di Andy gli permette, di base, di percepire quelli che si possono definire "vuoti strutturali", ovvero zone in cui è possibile creare un buco senza compromettere realmente il materiale o l'oggetto in questione.
In principio questo potere gli permetteva di fare buchi solo in determinati punti, tuttavia dopo l'allenamento speciale sembra essere in grado di forare qualsiasi cosa in qualsiasi punto lui desideri.
All'inizio della serie lui e Amata cercano di scavare per raggiungere o il dormitorio o il bagno femminile.
Si innamora di Mix e dopo l'equivoco dell'episodio 17 inizia a scavare in caso di depressione.
Mix
Potere element: riempimento spaziale
Classica capoclasse occhialuta e con un grosso seno, scherzosamente definito da Andy "Big Bang".
All'inizio è una dei pochi a favore del Berlin e continua a tenere le distanze dai ragazzi anche dopo la sua caduta, il segreto del suo odio si scopre nell'episodio 9.
MIX possiede il potere inverso di Andy, che gli permette di espandere la materia "tappando i buchi", tuttavia in alcuni casi questo si è manifestato sotto forma di "tappo" di energia. Grazie ad Andy, di cui si innamorerà, riuscirà a sorpassare, almeno in parte, il suo odio verso i ragazzi. Nelle ultime puntate della serie viene rapita e portata su Altair ma, a causa della maledizione di Eva, diventa un uomo e perde la memoria. Ritorna donna una volta riportata sul Vega, la Terra, come viene mostrato nell'epilogo dell'ultimo episodio.
Sazanka Bianca
Potere element: deterioramento della materia
Probabilmente di origini indiane, ragazza innamorata e fantasiosa, sogna di fare la fusione con Shrade e Cayenne.
Il potere di Sazanka è una sorta di capacità di decomposizione, in pratica le consente di far marcire quello che vuole.
Al momento si sa solo che gli permette di fare ossidare i metalli, tuttavia non si è mai detto che possa fare lo stesso con la materia organica.
Malloy Direzza
Potere element: destabilizzazione di resistenza
Di origine afro, il potere di Malloy è una capacità che gli permette di "destabilizzare" la resistenza della materia: in pratica può rendere anche il metallo ultraresistente fragile come il cristallo, nella serie questo potere viene utilizzato solo dopo l'allenamento speciale perciò non si sa quali differenze ci siano tra il "prima" e il "dopo".
Yunoha Thrull
Potere element: fluoroscopia ottica
Rivelata durante l'episodio 7, ragazza timida e introversa che grazie al suo potere, riassumibile con la parola invisibilità, riesce non solo a sparire, ma di rendersi incorporea. All'inizio della serie si vede solo il suo pupazzo Tama, una rana, che porta sempre con sé e tende spesso a "vestire".
Quando Jin Muso si infiltra alle Neo-Deva, tra i due nasce un legame speciale, e viene scambiata da Jin per la Rare Igura. Dopo la morte del ragazzo, si isola in sé stessa scomparendo, rischiando di sparire per sempre. Verrà aiutata da Mikono.
Shrade Elan
Potere element: manipolazione sonico-sensoriale
Il potere di Shrade è basato sui suoni, a detta di Andy. Shrade è in grado di manipolare le emozioni delle persone tramite i suoni che produce utilizzando uno strumento quali un pianoforte o un violino, utilizzando questo potere è in grado anche di attivare i poteri degli element a distanza, in seguito all'allenamento speciale Shrade non necessita più di uno strumento ma diventa in grado di "suonare" liberamente l'aria e la terra a suo piacimento.
È il numero 1 dell'accademia e grande amico di Cayenne, ha il miglior punteggio nelle simulazioni, ma non combatte mai sul serio fino all'episodio 6, infatti il suo corpo non può sopportare l'amplificazione del suo potere, infatti ha già accorciato diverse volte la sua vita.

### Altair
Izumo Kamurogi
Izumo è il comandante delle forze di Altair; cerca la Rare Igura per salvare la sua gente.
Si rivelerà il padre di Amata e quindi l'amante di Alicia, infatti accetterà di andare con lui su Altair a causa dell'amore nei suoi confronti.
Combatte usando un mecha speciale chiamato Ahura Gnis, con cui riesce facilmente a incanalare nelle "ali" la potenza dell'attacco, e rispedirlo indietro amplificato.
Incontrò per la prima volta Alicia quando venne mandato su Vega per cercare la Rare Igura. Capì che era lei la Rare Igura che stava cercando, ma a causa dell'amore che era nato tra i due, decise di mentire ai suoi superiori. In quel lasso Alicia girò "I cieli di Aquaria" e rimase incinta di Amata.
Mykage riuscì a scoprire il suo tradimento, e gli ordinò di portare Alicia su Altair, quest'ultima accettò, rimanendo però addormentata per ragioni ignote, dove tuttavia Mykage sembra coinvolto.
Si scontrerà con Kagura e sconfitto da quest'ultimo. Verrà trovato da Amata, ma morirà subito dopo, ricongiungendosi con Alicia.
Kagura Demuri
Potere element: inversione
Tra i principali antagonisti della serie, simile all'eroe della precedente Aquarion, Apollo, per via dell'aspetto, il comportamento selvaggio e il fiuto sviluppato.
Il potere di Kagura è la capacità di invertire ciò che gli succede intorno. Il suo potere sembra influire anche sul suo modo di parlare: quando dice di "odiare" in realtà dice di "amare".
Ritiene Mikono la "sua donna maledetta", cioè la sua amata, per via della sua "meravigliosa puzza", in cui riconosce l'odore di Silvia. L'unico personaggio di cui non riesce a sentirne l'odore è Amata, in quanto hanno lo stesso odore, infatti Kagura, è la parte oscura di Amata, da cui è stato separato per mano di Mykage. Proprio come Amata, è la reincarnazione di Apollo.
Jin Muso
Potere element: barriere
Ultimo nato di Altair, riflessivo e tattico, a differenza dell'amico Kagura, come dimostra nei suoi scontri con l'Aquarion.
Nel episodio 10 si infiltra nella Neo Deava e s'innamora, ricambiato, di Yunoha, ritenendola la Rare Igura più forte. Durante l'attacco di Kagura nell'episodio 13 cerca di rapirla ma poi ritorna e combatte con gli altri element, ma viene ucciso da Mykage, quando tutto è finito.
Il potere di Jin viene anche definito come "potere di isolare", probabilmente è una sorta di capacità che gli permette di innalzare barriere di vario tipo e natura.

## Mecha

### Vector
I Vector (ベクター?, Bekutā) sono i veicoli usati dalla Neo-Deava in combattimento contro gli Abductor inviati da Altair. Esistono in totale tre tipi di Vector, che fusi insieme danno forma all'Aquarion, di cui esistono tre versioni differenti a seconda del Vector che prende la posizione di testa. In totale la Neo-Deava dispone di sei Vector (due per tipo), suddivisi equamente tra maschi e femmine.
Vector Z (Zed) (ベクター ゼド?, Bekutā Zedo)
Controparte del Vector Sol della serie originale, come il suo predecessore è di color rosso. Assume la posizione di testa durante la configurazione Aquarion Evol.
Vector X (Ix) (ベクター イクス?, Bekutā Ikusu)
Forma la posizione di testa dell'Aquarion Gepard. Controparte del Vector Mars, di colore blu.
Vector Y (Silon) (ベクター シロン?, Bekutā Shiron)
Costituisce la testa dell'Aquarion Spada.A differenza della sua controparte del Vector Luna della prima serie è di color giallo.

### Aquaria
Gli Aquaria (アクエリア?, Akueria) erano le forme assemblate dei Vector utilizzate dalla Neo-Deava prima che Amata rompesse il sigillo della Guizz Stone, che impediva la fusione tra Vector pilotati da persone di diverso sesso. Esistevano in totale due Aquaria, uno pilotato da una squadra maschile e l'altro da una femminile, chiamati perciò rispettivamente Type-M e Type-F
All'apparenza l'unica combinazione possibile era quella dell'"Aquaria Gepard", ciò viene confermato dalle parole e dalle reazioni dei personaggi quando l'Aquarion Evol e l'Aquarion Spada fanno la loro prima comparsa che le classificano come "nuove formazioni"

### Aquarion
Aquarion Evol
Formazione avente il Vector Z come posizione di testa con sette occhi, Vector X come gambe e il Vector Y come schiena (e ali). Pilotato principalmente da Amata e Mix (episodio 9). Apparentemente non possiede armamento come la sua controparte della serie precedente (ovvero il Solar Aquarion), tuttavia può lanciare una sorta di raggio laser tramite le "antenne" di cui dispone la testa, inoltre nel quarto episodio viene sbloccato il Mugen Punch che in seguito verrà utilizzato in più di un'occasione e con la corazza più resistente con una sorta di cuore
Aquarion Gepard
Formazione avente il Vector X come posizione di testa con quattro occhi, Vector Y come gambe e il Vector Z come schiena. Pilotato principalmente da Cayenne e Zessica. Da notare in questa formazione che il Vector Z "sgancia" delle parti che vanno a costituire i piedi (le parti in questione formano gli avanbracci della "formazione Evol"). Contrariamente alla sua controparte della serie precedente (Aquarion Mars), il Gepard possiede un equipaggiamento da combattimento a distanza ovvero: un fucile mitragliatore, lanciamissili che compaiono sulle spalle ed in seguito di potenti cannoni integrati nelle braccia (sbloccati nell'episodio 13 ed in seguito utilizzati nell'episodio 18) che lo rende la combinazione con la maggior potenza di fuoco e armamentario. Può trasformarsi inoltre in una sorta di semovente come i Vector militari della precedente serie. La versione F era di color viola
Aquarion Spada
Formazione avente il Vector Y come posizione di testa simile alla maschera del kendo, Vector Z come gambe e il Vector X come schiena (e ali nel ep 20). Pilotato principalmente da Shrade (e Zessica nell'episodio 8) Al contrario della sua controparte della serie precedente (Aquarion Luna) l'arma principale dell'Aquarion Spada è una spada o meglio (probabilmente) un'impugnatura con una lama allungabile e flessibile (tale dubbio viene sollevato nella puntata 6 quando compare per la prima volta, in cui prende l'elsa con la guardia dalla schiena e sembra senza lama, poi compare una sorta di frusta di energia ed in seguito compare una lama di "solido" metallo). Oltre alla spada, l'Aquarion Spada possiede una sorta di scudo che può staccarsi dal corpo principale come mostrato nell'episodio 8, quest'ultimo può diventare un arco (quasi a ricordare la sua controparte della serie precedente) come mostrato nell'episodio 20. È inoltre la configurazione più agile e veloce dei tre.

### Altair
Abductors (アブダクター?, Abudakutā, in inglese Rapitori)
Sono le macchine a forma di ragni usati per rapire le donne element (da loro chiamate Rare Igura), controparte delle Bestie Mietitrici della serie originale.
Apparentemente non possiedono alcun tipo di armamento ed il loro unico scopo è la raccolta, tuttavia in seguito compare un'unità simile senza il "container" per la raccolta che è sostituito con un cannone laser, da notare che quest'ultimo tipo di unità può "spalleggiarsi" mettendo vicino i cannoni aumentando così la potenza di fuoco.
Mithra Gnis (ミスラ・グニス?, Misura Gunisu)
È il robot personale di Kagura Demuri. Viene distrutto dall'Aquarion Spada.
Dotato di grande forza e velocità grazie anche alle ali, è munito di una sorta di ascia che si aggancia alla schiena, inoltre può funzionare anche come arma da fuoco sia quando impugnata che quando agganciata alla schiena, in questa modalità è simile a un animale.
Oltre all'ascia possiede anche delle unità mobili che può muovere a distanza, questi elementi sono attaccati ad un supporto sulla schiena dove è presente anche l'aggancio dell'ascia.
Radius Gnis (ラディウス・グニス?, Radiusu Gunisu)
Veicolo da combattimento personale di Jin Muso. Può colpire i bersagli a grande distanza grazie ai suoi laser ad alta precisione. Viene distrutto dall'Aquarion Evol, grazie alla fusione dei poteri di Amata e di Yunoha. Riappare nel episodio 8 con una corazza più resistente e missili penetranti, viene sconfitto stavolta da Zessica, Amata e Mikono
Afura Gnis
Robot da combattimento personale di Izumo, capo delle armate Alatariane.
Questa unità è munita di una sorta di "mantello" attraverso il quale assorbe gli attacchi che poi riflette potenziati
Soldati Cherubin (ケルビム兵?, Kerubimu Hei)
Robot d'assalto utilizzati dagli Angeli delle Tenebre nella serie originale. Uno di essi (di colore azzurro e col potere di abbassare la temperatura dell'ambiente che lo circonda) viene mandato da Mykage contro gli element nell'episodio 17. Nell'episodio 21 appare un Soldato Cherubin simile a quello usato da Toma negli ultimi episodi di Aquarion (chiamato sul sito ufficiale Cherubim Beeluluzeba) che combatte con due stocchi
Mixy Gnis (ミクシィ・グニス?)
È il veicolo personale di Mix dopo essersi trasformata in ragazzo a causa della "Maledizione di Eva" che grava su Altair ed aver subito il lavaggio del cervello.

## Episodi
| Nº  | Titolo italiano (traduzione letterale) Giapponese 「Kanji」 - Rōmaji                                                                                            | In onda          | In onda |
| Nº  | Titolo italiano (traduzione letterale) Giapponese 「Kanji」 - Rōmaji                                                                                            | Giapponese       |         |
| 1-2 | La mitica unione proibita che abbraccia la fine Special 「終末を抱いた神話的禁じられた合体スペシャル」 - Owari o Idaita Shinwateki Kinjirareta Gattai Supesharu | 8 gennaio 2012   |         |
| 3   | Tasso di eccitazione ☆ Rapida Crescita 「トキメキ指数☆急上昇」 - Tokimeki Shisū ☆ Kyūjōshō                                                                      | 15 gennaio 2012  |         |
| 4   | Muro～conquer oneself～ 「壁～conquer oneself～」 - Kabe ~conquer oneself~                                                                                      | 22 gennaio 2012  |         |
| 5   | L'ordine dell'amore proibito 「恋愛禁止令」 - Ren'ai Kinshi Rei                                                                                                 | 29 gennaio 2012  |         |
| 6   | L'agitato della vita 「生命のアジタート」 - Seimei no Ajitāto                                                                                                   | 5 febbraio 2012  |         |
| 7   | La ragazza di mezzanotte 「真夜中の少女」 - Mayonaka no Shōjo                                                                                                   | 12 febbraio 2012 |         |
| 8   | Confessioni 「さらけだせ」 - Sarakedase | 19 febbraio 2012 |         |
| 9   | L'anagramma di uomo e donna 「男と女のアナグラム」 - Otoko to Onna no Anaguramu                                                                                 | 26 febbraio 2012 |         |
| 10  | Il nuovo studente con un occhio solo 「隻眼の転校生」 - Sekigan no Tenkōsei                                                                                     | 4 marzo 2012     |         |
| 11  | Il richiamo selvaggio 「野性の召命」 - Yasei no Shōmei | 11 marzo 2012    |         |
| 12  | "I cieli di Aquaria" 「アクエリアの舞う空」 - Akueria no Mau Sora                                                                                               | 18 marzo 2012    |         |
| 13  | La caduta del gigante 「堕ちた巨人」 - Ochita Kyojin | 25 marzo 2012    |         |
| 14  | Cammini separati 「個の先」 - Ko no Saki | 1º aprile 2012   |         |
| 15  | Le bestie dell'amore 「愛の獣たち」 - Ai no Kemono tachi | 8 aprile 2012    |         |
| 16  | Le confessioni dell'anima 「魂の告白」 - Tamashii no Kokuhaku                                                                                                   | 15 aprile 2012   |         |
| 17  | Rinasci, vita 「湧きあがれ、いのち」 - Wakiagare, Inochi | 22 aprile 2012   |         |
| 18  | Rare Igura 「レア・イグラー」 - Rea Igurā | 29 aprile 2012   |         |
| 19  | La prima riunione 「はじめての再会」 - Hajimete no Saikai | 6 maggio 2012    |         |
| 20  | MI·XY 「MI·XY」 - MI·XY | 13 maggio 2012   |         |
| 21  | Bacio 「接吻」 - Seppun | 20 maggio 2012   |         |
| 22  | Le ali della rinascita 「復活の翼」 - Fukkatsu no Tsubasa | 27 maggio 2012   |         |
| 23  | La canzone della leggenda 「神話センリツ」 - Shinwa Senritsu | 3 giugno 2012    |         |
| 24  | Ephemera 「ephemera」 - ephemera | 10 giugno 2012   |         |
| 25  | I frammenti di Adamo 「アダムの断片」 - Adam no danpen | 17 giugno 2012   |         |
| 26  | LOVE 「LOVE」 - LOVE | 24 giugno 2012   |         |

## OAV-Genesis Of Aquarion Love
Poco dopo la fine della serie venne presentato un OAV per celebrare il decimo anniversario di Aquarion. Esso è ambientato pochi mesi dopo la fine della serie. Strani eventi nel mondo iniziano ad accadere. Improvvisamente nel cielo si aprono delle crepe dimensionali e da esse ne emerge l'Aquarion della prima serie con a bordo Apollo, Silvia e Reika della prima serie, provenienti da una dimensione alternativa.

## Musiche
Come per la serie originale le musiche sono di Yōko Kanno e i testi di Gabriela Robin. Salvo dove indicato diversamente le canzoni della serie sono cantate da Akino (già interprete della sigla di Aquarion) e dal gruppo musicale bless4 formato dai suoi fratelli.
Sigla d'apertura
- "Kimi no Shinwa ~ Aquarion Dai 2 Shou" (君の神話～アクエリオン第二章?, Kimi no Shinwa ~ Akuerion Dai Ni Shō, "La nostra leggenda, Aquarion Capitolo 2") cantata da (ep. 3-15)
- "Paradoxical ZOO" (パラドキシカルZOO?) (ep. 16-22; 24)

Sigla di chiusura
- "Gekkō Symphonia" (月光シンフォニア?, Gekkō Shinfonia, "Sinfonia del chiar di Luna") (3-14 e 23)
- "Yunoha no Mori" (ユノハノモリ? "La foresta di Yunoha") cantata da Yui Ogura, doppiatrice del personaggio di Yunoha Thrul (15-22;)

Altre canzoni
Questo è l'elenco delle canzoni di sottofondo dei vari episodi. In alcuni casi si tratta delle sigle di apertura e chiusura della prima serie.
- "Eve no Danpen" (イヴの断片?, Ivu no Danpen, "Il frammento di Eva")
- "Omna Magni" (オムナ マグニ? "Io posso volare"), cantata da Yui Makino (ep.7)
- "Go Tight!" (ep. 8), seconda sigla della serie originale
- "Aquaria Mau Sora" (アクエリア舞う空?, Akueria Mau Sora, I Cieli di Aquaria) dei The Member of LSOT (ep. 12 e sigla finale dell'episodio 24)
- "Pride, Nageki no Tabi" (プライド〜嘆きの旅?, Puraido ~ Nageki no Tabi) (ep. 10)